# اوستکر
اوستکر (به لاتین: Oostakker) یک منطقهٔ مسکونی در بلژیک است که در خنت واقع شده‌است. اوستکر ۱۰٫۴۷ کیلومتر مربع مساحت و ۱۲٬۷۹۳ نفر جمعیت دارد.